# Spirantizzazione delle labiali
La spirantizzazione dei fonemi labiali è un fenomeno che ha portato i fonemi /b/ e /w/ del latino classico a passare nel latino volgare ad una pronuncia fricativa bilabiale sonora [β]. Avendo coinvolto il latino parlato in ogni area del territorio romanzo, è considerato un fenomeno panromanzo. Dal punto di vista articolatorio l'evoluzione dei due fonemi segue una tendenza inversa:
- /w/ è passato da una realizzazione approssimante ad una fricativa [β], quindi ha subìto un processo di chiusura, cioè di rafforzamento. Pure l'altro fonema semiconsonantico[1] del latino ha subito un processo analogo: anche /j/ è passato da approssimante a fricativo [ʝ]. Si parla quindi a volte di consonantizzazione delle semiconsonanti latine.
- /b/ è passato da una realizzazione occlusiva ad una fricativa [β], quindi ha subito un processo di apertura, cioè di lenizione. È l'unico fonema occlusivo ad avere subito una spirantizzazione panromanza, ma nella Romània occidentale la spirantizzazione ha successivamente colpito anche le altre occlusive.

L'esito [β] successivamente si modifica ulteriormente, passando alla labiodentale [v]. Questo secondo passaggio è proprio di gran parte della Romània, ma non è panromanzo:
| Lingue romanze orientali | Esito   | Lingue romanze occidentali  | Esito |
| ------------------------ | ------- | --------------------------- | ----- |
| italiano                 | [v]     | dialetti it. settentrionali | [v]   |
| dialetti it. meridionali | [β]     | retoromancio                | [v]   |
| romeno                   | [v] > Ø | francese                    | [v]   |
| nuorese                  | [β]     | provenzale                  | [v]   |
| logudorese               | [β] > Ø | francoprovenzale            | [v]   |
| campidanese              | [v] > Ø | portoghese                  | [v]   |
| corso                    | [w]     | spagnolo                    | [β]   |
|                          |         | catalano                    | [β]   |
|                          |         | galiziano                   | [β]   |
|                          |         | guascone                    | [β]   |